# Condado de McIntosh (Oklahoma)
El condado de McIntosh (en inglés: McIntosh County), fundado en 1907, es un condado del estado estadounidense de Oklahoma. En el año 2000 tenía una población de 19.456 habitantes con una densidad poblacional de 12 personas por km². La sede del condado es Eufaula.

## Geografía
Según la Oficina del Censo, el condado tiene un área total de 1844 km² (712 mi²), de la cual 1606 km² (620,1 mi²) es tierra y 238 km² (91,9 mi²) es agua.

## Demografía
En fecha censo de 2000, había 19.456 personas, 8.085 hogares, y 5.683 familias que residían en el condado.
En el 2000 la renta per cápita promedia del condado era de $ 25,964 y el ingreso promedio para una familia era de $31,990. El ingreso per cápita para el condado era de $16,410. En 2000 los hombres tenían un ingreso per cápita de $27,998 frente a $19,030 para las mujeres. Alrededor del 18.20% de la población estaba bajo el umbral de pobreza nacional.

## Condados adyacentes
- Condado de Muskogee (norte y este)
- Haskell County (sureste)
- Condado de Pittsburg (sur)
- Condado de Hughes (suroeste)
- Condado de Okfuskee (oeste)
- Condado de Okmulgee (noroeste)

## Localidades
Ciudades
- Checotah
- Eufaula

Pueblos
- Hanna
- Hitchita
- Rentiesville
- Stidham

Lugares designados por el censo
- Duchess Landing
- Shady Grove
- Texanna

## Principales carreteras
- Interestatal 40
- U.S. Highway 69
- U.S. Highway 266
- Carretera Estatal 9
- Carretera Estatal 72
- Indian Nation Turnpike